# Hochstaff
Der Hochstaff ist ein 1305 m ü. A. hoher Berg in den Gutensteiner Alpen in Niederösterreich.

## Lage, Charakter und Name des Berges
Der Hochstaff – einer der markanten Voralpenberge Niederösterreichs – erhebt sich 3,5 Kilometer westsüdwestlich des Ortszentrums im Gemeindegebiet von Kleinzell. Ein Sattel nahe der Kleinzeller Hinteralm trennt ihn von der südwestlich benachbarten Reisalpe, die mit 1399 m ü. A. den höchsten Gipfel der gesamten Gutensteiner Alpen bildet.
Der Hochstaff ist an seiner charakteristischen Form leicht zu erkennen: Seine Westflanke ist sehr steil und teilweise felsdurchsetzt; nach Osten zu fällt er hingegen wesentlich sanfter ab. Der Gipfel, auf dem ein von der Bergrettung errichtetes Kreuz steht, bietet eine schöne Aussicht, die nur nach Südwesten zu durch die höhere Reisalpe eingeschränkt ist. Besonders beeindruckend sind das freie Panorama nach Westen sowie der Tiefblick zur Ebenwaldhöhe im Norden.
Der Name des Hochstaffs leitet sich mit großer Wahrscheinlichkeit vom mittelhochdeutschen Wort stouf ab, das Trinkbecher bedeutet. Den Namen(steil) -staff- tragen mehrere österreichische Berge mit markantem Gipfelaufbau, deren Form an einen umgestülpten Becher erinnert.

## Ebenwaldhöhe
Das leicht wellige Hochplateau der Ebenwaldhöhe beginnt unmittelbar nördlich des Hochstaffs und erstreckt sich bis zum Schwarzwaldeck mehr als 3 Kilometer in Richtung Nordosten. Es liegt zwischen 1000 und 1100 Metern Höhe und ist mit einigen großen Bauernhöfen locker besiedelt. Die Ebenwaldhöhe ist von Kleinzell aus über eine früher mautpflichtige, seit etlichen Jahren frei befahrbare Asphaltstraße zu erreichen. Das Plateau lädt zu Wanderungen ein und bildet zugleich einen hoch gelegenen Ausgangspunkt für den Hochstaff und die Reisalpe.
Aufgrund der dünn besiedelten Umgebung sowie der oft klaren Luft in mittleren Höhenlagen bietet die Ebenwaldhöhe besonders günstige Bedingungen für Astronomen.

## Anstiege
Es überrascht etwas, dass auf den aussichtsgünstigen Hochstaff heute kein markierter Anstieg führt. (Ein alter markierter Weg wurde vor langem aufgelassen und nicht wieder hergestellt.) Der Gipfel ist jedoch auf mehreren unmarkierten Routen zu erreichen.
- Der kürzeste Anstieg beginnt knapp südlich des Parkplatzes auf der Ebenwaldhöhe. Zunächst über Weiden, dann steil und etwas holprig im Wald empor. Gehzeit: 1 Stunde
- Vom Parkplatz Ebenwaldhöhe auf einer Forststraße in nahezu gleicher Höhe zum Sattel vor der Kleinzeller Hinteralm, dann teilweise über Almböden von Süden etwas angenehmer zum Gipfel. Gehzeit: etwa 1½ Stunden
- Von Kleinzell auf dem markierten Weg zur Weißenbachalm, weiter über eine Folge von Lichtungen in der sanften Ostflanke des Hochstaffs zum Gipfel. Gehzeit: etwa 2½ Stunden

Diese Anstiege sind beliebig miteinander kombinierbar.
Im Winter ist der Hochstaff ein beliebtes Ziel für einfache Schitouren. Bei ausreichendem Schnee bietet sich ein Start der Schitour im Schneidergraben knapp westlich von Kleinzell an. Über die Lichtungen im oberen Teil der Ostflanke ist der Gipfel ohne Schwierigkeiten zu erreichen.